# Jack l'Éventreur (mini-série)
Pour les articles homonymes, voir Jack l'Éventreur (homonymie).
Jack l'Éventreur (Jack the Ripper) est une mini-série américano-britannique en deux parties, diffusé du 11 octobre 1988 au 18 octobre 1988 sur ITV. Il met en vedette Michael Caine  et Jane Seymour.
Cette fiction est basée sur l'enquête de l'inspecteur Frederick Abberline sur certains des meurtres de Whitechapel, à l'automne 1888, attribués à Jack l'Éventreur. À l'occasion du centenaire de l'affaire, les scénaristes ont pu avoir accès aux dossiers de Scotland Yard.
En 1989, Michael Caine remporte le Golden Globe du meilleur acteur dans une mini-série ou un téléfilm pour son interprétation de l'inspecteur Abberline.

## Synopsis

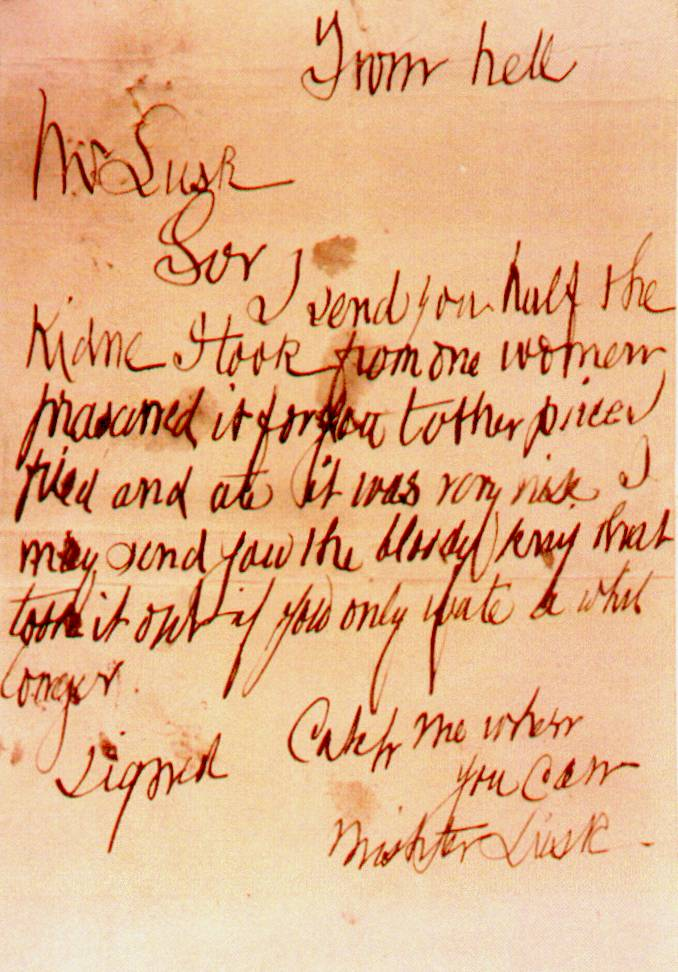
La lettre « From Hell » (« de l'enfer »), postée en octobre 1888 par une personne s'accusant d'être Jack l'Éventreur.

À l'automne 1888, un mystérieux tueur en série terrorise l'East End de Londres en y assassinant plusieurs prostituées. Les victimes sont retrouvées égorgées et éventrées en pleine rue. L'inspecteur Frederick Abberline de Scotland Yard est chargé de mener l'enquête avec son adjoint, le sergent George Godley. L'investigation s'annonce difficile : aucun témoin ne semble vouloir parler, les pistes sont nombreuses et la presse à scandale extrapole les faits. 
Guidé par un médium, Abberline identifie de nombreux suspects tandis que de nouveaux éléments viennent s'ajouter à l'enquête, comme des lettres de menaces signées Jack l'Éventreur et une inscription antisémite sur un mur : « The Juwes are the men That Will not be Blamed for nothing » (« Les juifs sont ceux qui ne seront pas blâmés en vain »). Abberline et Godley se rendent compte que les meurtres de Whitechapel cachent quelque chose de bien plus sordide que ce qu'ils imaginaient...

## Fiche technique
- Titre : Jack l'Éventreur
- Titre original : Jack The Ripper
- Réalisation : David Wickes
- Scénario : Derek Marlowe et David Wickes
- Production: David Wickes
- Montage : Keith Palmer
- Photographie : Alan Hume
- Musique : John Cameron
- Décors : John Blezard
- Son : Chris Munro
- Sociétés de production : Euston Films, Lorimar Television et Thames Television
- Pays :  Royaume-Uni,  États-Unis
- Date de sortie : 21 octobre 1988
- Durée : 182 minutes
- Format : Couleur
- Langue : Anglais

## Distribution
- Michael Caine (VF : Gabriel Cattand) : l'inspecteur Frederick Abberline
- Lewis Collins (VF : Bernard Thiphaine) : le sergent George Godley
- Jane Seymour (VF : Françoise Dorner): Emma Prentiss
- Ken Bones (VF : Jean-Pierre Leroux) : le médium Robert James Lees
- Armand Assante (VF : Jean Barney) : l'acteur Richard Mansfield
- Ray McAnally (VF : William Sabatier) : le Dr William Gull, médecin ordinaire de la reine Victoria
- Lysette Anthony (VF : Virginie Ledieu) : Mary Jane Kelly, cinquième et dernière victime de Jack l'Éventreur
- Susan George (VF : Marie Vincent) : Catherine Eddowes, quatrième victime de Jack l'Éventreur
- Gary Shail (VF : Patrick Poivey) : Billy White, un proxénète de Whitechapel
- Jonathan Moore : Benjamin Bates, un journaliste du Star
- Michael Gothard (VF : Pascal Renwick) : George Lusk, le président du Comité des vigiles de Whitechapel
- George Sweeney : John Netley, un cocher
- Gary Love : Derek, un jeune officier de police
- Richard Morant : le Dr Theodore Acland, gendre du Dr William Gull
- Michael Hughes : le Dr Llewellyn, médecin légiste en chef de Whitechapel
- T.P. McKenna : T. P. O'Connor, le directeur de rédaction du journal The Star
- Angela Crow : Elizabeth Stride, troisième victime de Jack l'Éventreur
- Jon Laurimore : (VF : Jacques Deschamps)  l'inspecteur John Spratling
- Peter Armitage: le sergent Kirby
- Harry Andrews : le coroner Wynne Baxter
- Hugh Fraser : le haut-commissaire Charles Warren
- Edward Judd : le commissaire divisionnaire Thomas Arnold
- Kelly Cryer : Annette, la prostituée que fréquente Richard Mansfield
- Sheridan Forbes : Millie, la protégée de Mary Jane Kelly
- David Swift : Lord Salisbury
- David Ryall : Thomas Bowyer, le collecteur de loyer de Mary Jane Kelly
- Roger Ashton-Griffiths : Rodman, le propriétaire d'une maison de prostitution
- Marc Culwick : le prince Albert Victor, petit-fils de la reine Victoria
- Deirdre Costello : Annie Chapman, seconde victime de Jack l'Éventreur

## Autour du film
Cent ans après les meurtres, les scénaristes ont pu avoir accès aux archives de Scotland Yard. Ils découvrent ainsi que les meurtres de la nuit du 30 septembre ont été commis en un temps très court, ce qui laisse à penser que l'assassin a utilisé un véhicule hippomobile. Les rapports d'autopsie insistent sur la netteté des plaies, comme si le meurtrier connaissait parfaitement l'anatomie. Les enquêteurs se mettent sur la piste d'un chirurgien et découvrent que sir William Gull, l'un des médecins de la famille royale, est mort peu après le dernier meurtre. Son acte de décès est signé par son gendre et confrère, ce qui est contraire à la déontologie. Sir Gull bénéficiait de plus d'une berline aux insignes royaux, lui évitant ainsi d'être stoppé par la police. Les scénaristes en concluent que sir Gull fut probablement celui qui se faisait appeler Jack l’Éventreur. L'hypothèse a déjà été évoquée dans un livre de Stephen Knight douze ans auparavant et sera reprise dans de nombreuses fictions comme la bande dessinée From Hell et son adaptation cinématographique.
- Les scènes intérieures sont tournées aux Pinewood  Studios à Iver Heath dans le Buckinghamshire.
- Les scènes extérieures sont tournées à Belper dans le Derbyshire.
- Hugh Fraser porte les vêtements que l'ancien chef de Scotland Yard, Charles Warren, a réellement portés.
- Quatre fins différentes sont tournées afin de conserver le suspense avant la diffusion de la mini-série.

## Prix et nominations

### Prix
- Primetime Emmy Awards 1989 : Meilleurs maquillages dans une mini-série ou un téléfilm
- Golden Globes 1989 : Meilleur acteur dans une mini-série ou un téléfilm (Michael Caine)

### Nominations
- Primetime Emmy Awards 1989 : Meilleur acteur dans un second rôle dans une mini-série ou un téléfilm (Armand Assante)
- Golden Globes 1989 : Meilleur acteur de soutien dans un second rôle dans une série, une mini-série ou un téléfilm (Armand Assante)
- Golden Globes 1989 : Meilleure mini-série ou meilleur téléfilm